# Хоя на Дейвид Къминг
Хоята на Дейвид Къминг (Hoya davidcummingii) е вид растение от род хоя. Дълги години тази хоя D.Liddle предлага като Hoya gracilis Schlechter, а други - като Hoya Angustifolia. През 1995 г. Клоппенбург сравнява растението, което взел от D.Liddle с хербаризираните листа и оригиналното описание на Шлехтер. Оказва се, че ствава дума за различни растения.

## Разпространения
През 1995 г. в списание Fraterna №2 е описан нов вид хоя. Наречена е на името на австралийския изследовател на хои Девид Каминг, който намира това растение в горите недалеч от филипинското езерото Булусан.
И макар че точно този регион е добре проучен от ботаническа гледна точка, Каминг успява да открие нов вид хоя, която се среща рядко в природата.

## Описание
Листата на Hoya davidcummingii са гладки, заострени, тъмнозелени на цвят с по-тъмни краища. Достигат дължина 4-10 см и ширина до 2.5 см. Разстоянието между възлите е 3-4 см. Дръжките на листата са не по-дълги от 1 см. Характерно е образуването на въздушни корени точно под листните възли. Това следва да се има предвид при вкореняването на тази хоя в субстрат.
Hoya davidcummingii цъфти с удивително привлекателни малки цветчета. Обикновено още в ранна възраст, като цъфтежа може да продължи цяла година. Цветоносът е до 2 см дълъг, зелен, гладък. Съцветието се състои от 10 до 20 малки (около 1 см в диаметър) пурпурно червени цветчета. По средата венчелистчетата са оцветени тъмно оранжево, а вътрешната корона е червена с жълто. При пълно разкриване на цветовете венчелистчетата се подгъват леко назад. Цветовете не отделят нектар и имат приятен лек аромат. Задържат се до 5 дни.
Тази хоя се отнася към групата Acanthostemma.
- Hoya davidcummingii
- Hoya davidcummingii
- Hoya davidcummingii